# Pelagio (nome)
Pelagio  è un nome proprio di persona italiano maschile.

## Varianti
- Femminili: Pelagia[1][2][3]

### Varianti in altre lingue
- Asturiano: Pelai[4], Pelayu
- Catalano: Pelai[4], Pellai[4]
  - Femminili: Pelaia[4], Pellaia[4]
- Croato: Pelagije
- Francese: Pélage
  - Femminili: Pélagie[5]
- Galiziano: Pelaxio[4]
  - Ipocoristici: Paio[4], Payo[4]
- Greco antico: Πελάγιος (Pelagios)[1][3][6]
  - Femminili: Πελαγία (Pelagia)[1][3][7]
- Greco moderno
  - Femminili: Πελαγία (Pelagia)[7]
- Latino: Pelagius[1][3][6]
  - Femminili: Pelagia[1][3]
- Polacco: Pelagiusz
  - Femminili: Pelagia[7]
- Portoghese: Pelágio
  - Ipocoristici: Payo[4]
- Russo: Пелагий (Pelagij)
  - Femminili: Пелагея (Pelageja)[5][7], Пелагия (Pelagija)[7]
- Spagnolo: Pelayo[4][6]
  - Femminili: Pelaya[4]
- Ungherese: Pelágiusz
  - Femminili: Pelágia

## Origine e diffusione
Deriva dal latino Pelagius, imparentato con il greco Πελάγιος (Pelagios), entrambi nomi di tarda matrice cristiana. Etimologicamente, il nome greco risale al termine πελαγος (pelagos, "mare"); non è chiaro se quello latino derivi direttamente dal nome greco, o se sia invece una formazione autonoma, dato che il greco πελαγος era già anticamente passato in latino come pélagus. Il ogni caso, il significato del nome è "marino", "del mare"; è lo stesso del nome latino Marino, nonché del celtico Morgan (che però è formato dal secondo elemento "cant", col significato forse di "circolo"), che veniva infatti usato dai Puritani per "tradurre" Pelagius nel Libro delle preghiere comuni.
Il nome, comune in passato grazie al culto dei vari santi così chiamati, è oggi considerato antiquato e pesante ed è quindi rarissimo; la forma maschile è accentrata nel Napoletano, mentre il femminile ha la sua massima diffusione nel Cagliaritano.

## Onomastico

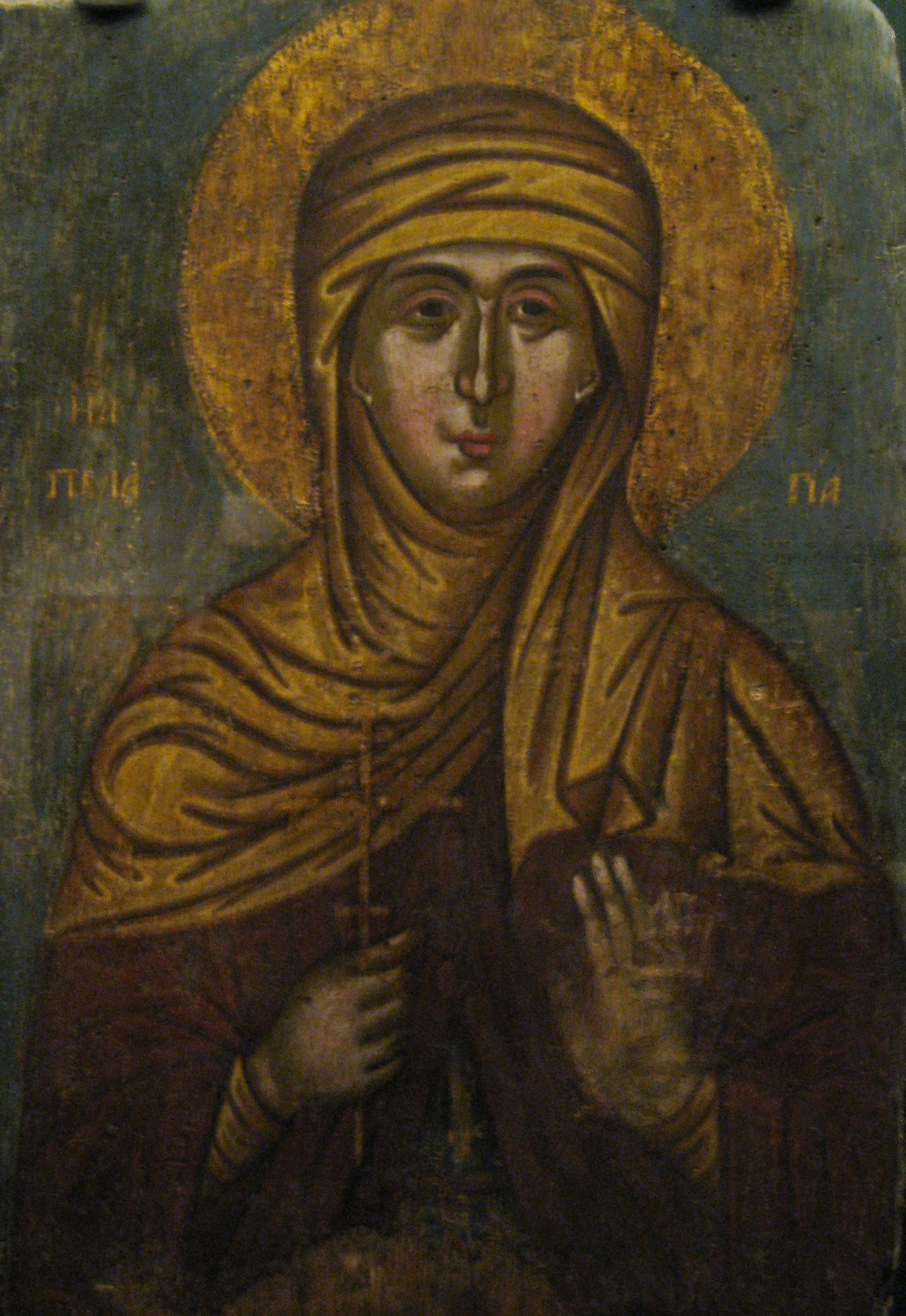
Santa Pelagia di Antiochia in un'icona ortodossa

Diversi santi e sante hanno portato questo nome; l'onomastico si può festeggiare dunque nei giorni seguenti per la forma maschile:
- 1º marzo, san Pelagio, martire a Roma, venerato ad Anversa[9]
- 25 marzo, san Pelagio, vescovo di Laodicea di Siria[9][10]
- 26 giugno, san Pelagio, martire a Cordova, venerato a Oviedo[4][9][10]
- 28 agosto, san Pelagio, martire a Emona sotto Numeriano, venerato a Costanza[9][10]
- 30 agosto, san Pelagio, eremita presso Burgos, martire sotto i saraceni[9]

E nei giorni seguenti per quella femminile:
- 23 marzo, santa Pelagia, martire con altri compagni a Cesarea marittima sotto Giuliano[10][11]
- 4 maggio, santa Pelagia, martire a Tarso sotto Diocleziano[11]
- 9 giugno, santa Pelagia, fanciulla martire ad Antiochia sotto Diocleziano[10], spesso confusa con la santa dell'8 ottobre[10]
- 12 giugno, beata Pelagia Leonti di Milazzo, terziaria francescana[11]
- 11 luglio, santa Pelagia, martire a Nicopoli sotto Licinio[11]
- 8 ottobre, santa Pelagia o Marina, detta "la penitente", danzatrice convertita, poi divenuta eremita[11], spesso confusa con la santa del 9 giugno[10]
- 19 ottobre, santa Pelagia, martire con altri compagni ad Antiochia[11]

## Persone

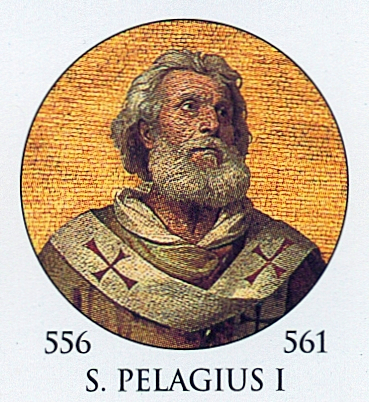
Papa Pelagio I

- Pelagio, teologo e oratore britanno
- Pelagio, principe delle Asturie
- Pelagio, vescovo di Oviedo
- Pelagio I, papa
- Pelagio II, papa
- Pelagio Antonio de Labastida y Dávalos, arcivescovo cattolico messicano
- Pelagio Galvani, monaco e cardinale portoghese o leonese
- Pelagio Palagi, pittore, scultore e decoratore d'interni italiano
- Pelagio Pallavicino, vescovo italiano
- Pelagio Rossi, politico italiano

### Varianti maschili
- Pelayo García, calciatore spagnolo

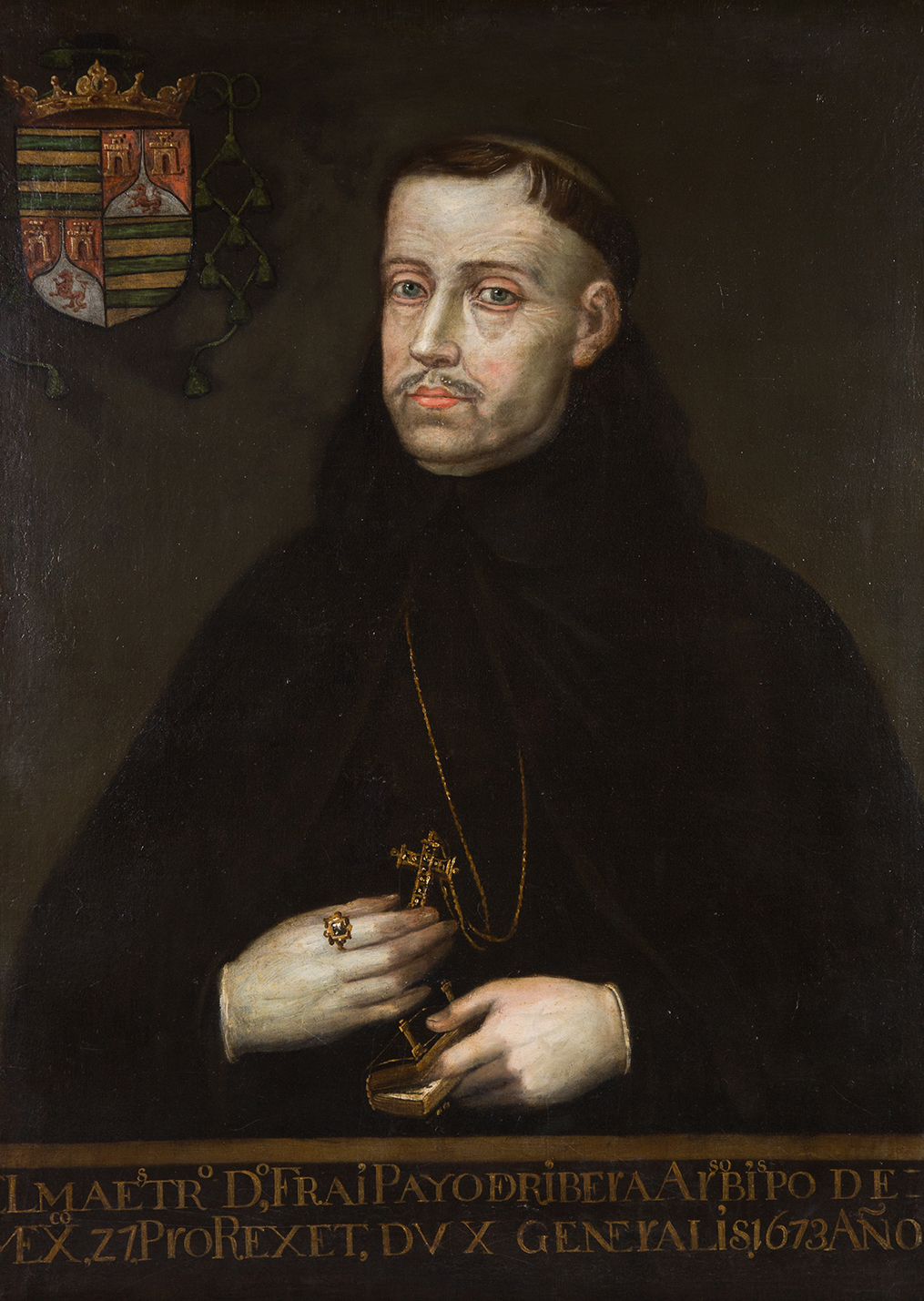
Payo Enríquez de Rivera

- Payo Enríquez de Rivera, arcivescovo cattolico spagnolo
- Paio Soares de Taveirós, nobile e trovatore galiziano

### Variante femminile Pelagia
- Pelagia, moglie di Flavio Ezio
- Pelagia Bereža di Ustjug, religiosa russa
- Pelagia Papamichaīl, cestista greca

### Variante femminile Pelageja
- Pelageja Danilova, ginnasta russa
- Pelageja Fëdorovna Šajn, astronoma russa

### Variante femminile Pelaheja
- Pelaheja Andriïvna Rajko, artista ucraina

## Il nome nelle arti
- Pelagio D'Afro è uno pseudonimo alternativo usato dal collettivo di scrittori Paolo Agaraff.